# NGC 2964
NGC 2964 ist eine Balken-Spiralgalaxie mit ausgedehnten Sternentstehungsgebieten vom Hubble-Typ SBbc und liegt im Sternbild Löwe auf der Ekliptik. Sie ist schätzungsweise 58 Millionen Lichtjahre von der Milchstraße entfernt und hat einen Durchmesser von etwa 55.000 Lichtjahren. Gemeinsam mit NGC 2968 und NGC 2970 bildet sie das isolierte Galaxientripel KTG 25.
Im selben Himmelsareal befinden sich u. a. die Galaxien NGC 2981 und NGC 2944.
Das Objekt wurde am 7. Dezember 1785 von dem deutsch-britischen Astronomen William Herschel entdeckt.